# Gero Zambuto
Gero Zambuto, all'anagrafe Gerardo Calogero Lucrezio Zambuto (Grotte, 14 aprile 1887 – Bassano del Grappa, 11 gennaio 1944), è stato un attore, doppiatore e regista italiano.

## Biografia
Dopo aver iniziato gli studi di giurisprudenza, decise di dedicarsi alla professione di attore teatrale, che intraprese poco più che ventenne dapprima con Andrea Maggi, per giungere poi ad una formazione da lui diretta nel 1912 e successivamente ad un'altra, formata nel 1915 con Giuseppe Sterni e Olga Vittoria Gentilli.
Zambuto in seguito si avvicinò al cinema, e nel 1913 fu scritturato dall'Aquila Films di Torino assieme alla moglie Claudia Gaffino, dove esordì con il film La regina dell'oro. Recitò poi come attore in vari film, tra i quali La fiaccola sotto il moggio (1916), Povere bimbe (1923) e Maciste imperatore (1924). Negli anni successivi lavorò per altre importanti case cinematografiche come la Ambrosio Film, la Itala Film e la Lombardo Film. Come regista girò diversi titoli: Il matrimonio di Olimpia (1918) e Hedda Gabler (1920).
Alla fine della prima guerra mondiale Zambuto ritornò al teatro, fece parte del complesso artistico del Teatro Odescalchi (1924), e pochi anni dopo fu condirettore della compagnia di Marta Abba, per assumere quindi nel 1931 la direzione di un complesso che si esibì al Teatro degli Arcimboldi di Milano. Nel 1935 fu al teatro Eliseo di Roma accanto ad Anna Magnani e Pina Renzi.
La sua carriera cinematografica proseguì nel periodo del sonoro, e dimostrò ottime tonalità vocali, apparendo però in ruoli marginali come caratterista, in un certo numero di pellicole fra cui Fermo con le mani (1937), di cui fu regista, film divenuto celebre per aver convinto Totò a debuttare sul grande schermo.
Fu pure doppiatore, e diede la sua voce ad attori stranieri del calibro di Raimu, W. C. Fields, George Arliss, Emil Jannings, Wallace Beery, Charles Laughton, Pierre Renoir, Harry Baur. Svolse inoltre un ruolo nel doppiaggio italiano originale del film d'animazione Disney Biancaneve e i sette nani (edizione del 1938), dove prestò la voce a Eolo.
Morì di anemia nel 1944 a Bassano del Grappa. Era padre dell'attore Mauro Zambuto, doppiatore italiano di Stan Laurel.

## Filmografia parziale

### Attore
- Gli accattoni del Sacro Cuore, regia di Achille Consalvi (1913)
- La regina dell'oro, regia di Achille Consalvi (1913)
- Fedora, regia di Achille Consalvi (1913)
- La Bibbia, regia di Achille Consalvi (1913)
- Il cavaliere del silenzio, regia di Oreste Visalli (1916)
- La fiaccola sotto il moggio, regia di Eleuterio Rodolfi (1916)
- Povere bimbe, regia di Giovanni Pastrone (1923)
- Maciste imperatore, regia di Guido Brignone (1924)
- Il fornaretto di Venezia, regia di Duilio Coletti (1939)
- Incanto di mezzanotte, regia di Mario Baffico (1940)
- Leggenda azzurra , regia di Giuseppe Guarino (1940)
- Ridi pagliaccio, regia di Camillo Mastrocinque (1941)
- I mariti (Tempesta d'anime), regia di Camillo Mastrocinque (1941)
- I promessi sposi, regia di Mario Camerini (1941)
- Noi vivi, regia di Goffredo Alessandrini (1942)
- I due Foscari, regia di Enrico Fulchignoni (1942)
- Fuga a due voci, regia di Carlo Ludovico Bragaglia (1943)
- Macario contro Zagomar, regia di Giorgio Ferroni (1943)
- La sua strada, regia di Mario Costa (1946)

### Regista
- L'uomo tragico (1913)
- La belva della mezzanotte (1913)
- La redenzione di Nanà (1914)
- La visitatrice notturna (1915)
- Panther (1916)
- Il terzo incomodo (1916)
- Buon sangue non mente (1916)
- L'apostolo (1916)
- La leggenda di Pierrette (1916)
- Il fiacre n. 13 (1917) - co-regia con Alberto Capozzi
- Una sventatella (1918)
- La passeggera (1918)
- L'olocausto (1918)
- Leggerezza e castigo (1918)
- La moglie di Claudio (1918)
- Il matrimonio di Olimpia (1918)
- Friquet (1919)
- I saltimbanchi (1919)
- Hedda Gabler (1920) - co-regia con Giovanni Pastrone
- La grande marniera (1920)
- Scrollina (1920)
- La cugina (1920)
- Mia moglie si è fidanzata (1921)
- Lilly e Lillette o l'arte di farsi amare (1921)
- Acqua cheta (1933)
- L'avvocato difensore (1934)
- Fermo con le mani (1937)

## Doppiaggio
- Lionel Atwill in Gli amori di una spia[1]
- Wallace Beery in Spavalderia[2]
- Jean Hersholt in Il velo dipinto[2]
- Emil Jannings in L'angelo azzurro (doppiaggio originale)
- Charles Laughton in La famiglia Barrett[1]
- Victor Moore in Cupo tramonto
- Frank Morgan in Gli amori di Benvenuto Cellini[3]
- C. Aubrey Smith in Cleopatra (doppiaggio originale)[2]
- Eolo in Biancaneve e i sette nani (doppiaggio originale)